# Viking Fotballklubb 2006
Questa voce raccoglie le informazioni riguardanti il Viking Fotballklubb nelle competizioni ufficiali della stagione 2006.

## Rosa
| N. |                      | Ruolo | Calciatore           |
| -- | -------------------- | ----- | -------------------- |
| 1  | Norvegia (bandiera)  | P     | Iven Austbø          |
| 2  | Norvegia (bandiera)  | D     | Alexander Gabrielsen |
| 3  | Galles (bandiera)    | D     | Rhys Weston          |
| 4  | Svezia (bandiera)    | D     | Peter Abelsson       |
| 5  | Norvegia (bandiera)  | D     | Thomas Pereira       |
| 6  | Danimarca (bandiera) | C     | Allan Gaarde         |
| 7  | Islanda (bandiera)   | A     | Hannes Sigurðsson    |
| 8  | Norvegia (bandiera)  | D     | Øyvind Svenning      |
| 9  | Nigeria (bandiera)   | A     | Peter Ijeh           |
| 10 | Norvegia (bandiera)  | A     | Alexander Ødegaard   |
| 11 | Danimarca (bandiera) | A     | Søren Berg           |
| 12 | Norvegia (bandiera)  | P     | Magnar Nordtun       |
| 13 | Norvegia (bandiera)  | C     | André Danielsen      |
| 15 | Norvegia (bandiera)  | D     | Ragnvald Soma        |
| 16 | Norvegia (bandiera)  | D     | Jørgen Tengesdal     |
| 17 | Norvegia (bandiera)  | C     | Jone Samuelsen       |

| N. |                      | Ruolo | Calciatore          |
| -- | -------------------- | ----- | ------------------- |
| 18 | Norvegia (bandiera)  | D     | Johan Lædre Bjørdal |
| 19 | Norvegia (bandiera)  | C     | Trygve Nygaard      |
| 20 | Danimarca (bandiera) | C     | Nicolai Stokholm    |
| 21 | Norvegia (bandiera)  | D     | Muhammad Akar       |
| 23 | Norvegia (bandiera)  | A     | Torger Motland      |
| 23 | Kenya (bandiera)     | C     | Robert Mambo Mumba  |
| 24 | Norvegia (bandiera)  | C     | Trygve Åse Lunde    |
| 26 | Norvegia (bandiera)  | D     | Kenneth Sola        |
| 27 | Sudafrica (bandiera) | A     | Toni Nhleko         |
| 28 | Islanda (bandiera)   | C     | Birkir Bjarnason    |
| 32 | Francia (bandiera)   | P     | Anthony Basso       |
| 33 | Svezia (bandiera)    | D     | Mattias Asper       |
| –– | Ungheria (bandiera)  | A     | Péter Kovács        |
| –– | Svezia (bandiera)    | D     | Fredric Lundqvist   |
| –– | Ghana (bandiera)     | A     | Razak Pimpong       |

## Risultati

### Campionato

#### Girone di andata
| Hamar 9 aprile 2006, ore 18:00 CEST 1ª giornata | HamKam   | 0 – 0 referto | Viking | Briskeby Gressbane (5.231 spett.)\| Arbitro: \| Sandmoen \| |
| Arbitro:                                        | Sandmoen |               |        |                                                             |

| Arbitro: | Hauge (Bergen) |

|                 |           |             |
| Mambo Mumba 54’ | Marcatori | 55’ Ramberg |

| Arbitro: | Ditlefsen |

|                                               |           |            |
| Koren 30’ (rig.) Kippe 44’ Sundgot 88’ (rig.) | Marcatori | 18’ Nhleko |

| Arbitro: | Alseth (Stjørdal) |

|             |           |                           |
| Ødegaard 5’ | Marcatori | 63’ Lie 90’ (rig.) Håland |

| Arbitro: | Hauge (Bergen) |

|           |           |  |
| Berre 13’ | Marcatori |  |

| Arbitro: | Berntsen (Vang) |

|                            |           |            |
| Kovács 19’ Nhleko 45’, 88’ | Marcatori | 85’ Konate |

| Arbitro: | Helgerud (Lier) |

|                |           |            |
| Gunnarsson 35’ | Marcatori | 19’ Kovács |

| Arbitro: | Edvartsen (Hamar) |

|            |           |  |
| Nhleko 56’ | Marcatori |  |

| Tromsø 21 maggio 2006, ore 18:00 CEST 9ª giornata | Tromsø        | 0 – 0 referto | Viking | Alfheim Stadion (4.675 spett.)\| Arbitro: \| Øvrebø (Oslo) \| |
| Arbitro:                                          | Øvrebø (Oslo) |               |        |                                                               |

| Arbitro: | Sandmoen |

|             |           |  |
| Nygaard 48’ | Marcatori |  |

| Oslo 5 giugno 2006, ore 18:00 CEST 11ª giornata | Lyn Oslo             | 0 – 0 referto | Viking | Bislett Stadion (4.064 spett.)\| Arbitro: \| Olsen (Kristiansand) \| |
| Arbitro:                                        | Olsen (Kristiansand) |               |        |                                                                      |

| Arbitro: | Skjerven (Kaupanger) |

|          |           |                              |
| Ijeh 37’ | Marcatori | 12’, 38’ Johnsen 48’ Braaten |

| Arbitro: | Olsen (Kristiansand) |

|                             |           |  |
| Sigurðsson 16’ Sæternes 23’ | Marcatori |  |

#### Girone di ritorno
| Arbitro: | Helgerud (Lier) |

|                         |           |              |
| West 6’ Elyounoussi 43’ | Marcatori | 23’ Stokholm |

| Arbitro: | Alapnes |

|                                |           |             |
| Gaarde 41’ (rig.) Ødegaard 71’ | Marcatori | 90’ Abiodun |

| Arbitro: | Sælen (Bergen) |

|          |           |                        |
| Ijeh 45’ | Marcatori | 36’ Sundgot 47’ Mifsud |

| Arbitro: | Hauge (Bergen) |

|                                                 |           |              |
| Soma 65’ (aut.) Borgersen 83’ Håland 90’ (rig.) | Marcatori | 41’ Stokholm |

| Arbitro: | Berntsen (Vang) |

|          |           |                             |
| Ijeh 25’ | Marcatori | 69’ Sørensen 86’ dos Santos |

| Arbitro: | Sandmoen |

|                                       |           |              |
| Hoseth 22’ (rig.), 61’ Andreasson 53’ | Marcatori | 83’ Ødegaard |

| Arbitro: | Edvartsen (Hamar) |

|                                      |           |            |
| Ijeh 78’ Samuelsen 85’ Bjarnason 89’ | Marcatori | 63’ Tchoyi |

| Arbitro: | Skjerven (Kaupanger) |

|                                             |           |                               |
| Adriano 44’ Knarvik 56’ (rig.) Tegström 88’ | Marcatori | 48’ Gaarde 90’ (aut.) Zanetti |

| Arbitro: | Hauge (Bergen) |

|          |           |  |
| Ijeh 50’ | Marcatori |  |

| Arbitro: | Sælen (Bergen) |

|  |           |         |
|  | Marcatori | 3’ Ijeh |

| Arbitro: | Staberg |

|          |           |                |
| Ijeh 78’ | Marcatori | 51’, 90’ Obasi |

| Arbitro: | Ditlefsen |

|                                               |           |          |
| Sapara 10’ Iversen 68’ Strand 79’ Braaten 90’ | Marcatori | 18’ Berg |

| Arbitro: | Øvrebø (Oslo) |

|                                               |           |  |
| Ijeh 31’, 45’, 55’, 82’ Sigurðsson 48’ (aut.) | Marcatori |  |

### Coppa di Norvegia
| Frøyland 10 maggio 2006, ore 18:00 CEST Primo turno                                               | Frøyland  | 1 – 6 referto                                        | Viking | Frøyland Stadion |
| \| \| \| \| \| Håland 87’ \| Marcatori \| 27’, 37’, 74’ Mambo Mumba 55’ Akar 81’, 90’ Ødegaard \| |           |                                                      |        |                  |
|                                                                                                   |           |                                                      |        |                  |
| Håland 87’                                                                                        | Marcatori | 27’, 37’, 74’ Mambo Mumba 55’ Akar 81’, 90’ Ødegaard |        |                  |

| Flekkerøy 8 giugno 2006, ore 18:00 CEST Secondo turno                                          | Flekkerøy | 1 – 3 referto                          | Viking | Flekkerøy Kunstgress |
| \| \| \| \| \| Richardsen 78’ (rig.) \| Marcatori \| 3’ Nhleko 87’ (rig.) Gaarde 89’ Kovács \| |           |                                        |        |                      |
|                                                                                                |           |                                        |        |                      |
| Richardsen 78’ (rig.)                                                                          | Marcatori | 3’ Nhleko 87’ (rig.) Gaarde 89’ Kovács |        |                      |

| Stavanger 5 luglio 2006, ore 18:00 CEST Terzo turno             | Viking    | 4 – 0 referto | Manglerud Star | Viking Stadion |
| \| \| \| \| \| Ijeh 43’, 45’, 74’ Gaarde 83’ \| Marcatori \| \| |           |               |                |                |
|                                                                 |           |               |                |                |
| Ijeh 43’, 45’, 74’ Gaarde 83’                                   | Marcatori |               |                |                |

| Stavanger 20 luglio 2006, ore 18:00 CEST Quarto turno                      | Viking    | 5 – 0 referto | Bodø/Glimt | Viking Stadion |
| \| \| \| \| \| Abelsson 45’ Berg 70’, 85’ Ijeh 75’, 81’ \| Marcatori \| \| |           |               |            |                |
|                                                                            |           |               |            |                |
| Abelsson 45’ Berg 70’, 85’ Ijeh 75’, 81’                                   | Marcatori |               |            |                |

| Arbitro: | Sandmoen |

|              |           |                                    |
| Ødegaard 59’ | Marcatori | 17’ Dorsin 55’ Storflor 60’ Tettey |